# Felix-Raymond-Marie Rouleau
Felix-Raymond-Marie Rouleau (Ile-Verte, 6 aprile 1866 – Québec, 31 maggio 1931) è stato un cardinale e arcivescovo cattolico canadese.

## Biografia
Nacque a Ile-Verte il 6 aprile 1866. Entrò nell'Ordine domenicano a fine 1886 e venne ordinato sacerdote nel 1892.
Il 9 marzo 1923 divenne vescovo di Valleyfield, il 9 luglio 1926 arcivescovo di Québec.
Papa Pio XI lo elevò al rango di cardinale nel concistoro del 19 dicembre 1927.
Morì d'infarto il 31 maggio 1931 all'età di 65 anni.

## Genealogia episcopale e successione apostolica
La genealogia episcopale è:
- Cardinale Scipione Rebiba
- Cardinale Giulio Antonio Santori
- Cardinale Girolamo Bernerio, O.P.
- Arcivescovo Galeazzo Sanvitale
- Cardinale Ludovico Ludovisi
- Cardinale Luigi Caetani
- Cardinale Ulderico Carpegna
- Cardinale Paluzzo Paluzzi Altieri degli Albertoni
- Papa Benedetto XIII
- Papa Benedetto XIV
- Papa Clemente XIII
- Cardinale Bernardino Giraud
- Cardinale Alessandro Mattei
- Cardinale Pietro Francesco Galleffi
- Cardinale Giacomo Filippo Fransoni
- Cardinale Carlo Sacconi
- Cardinale Edward Henry Howard
- Cardinale Mariano Rampolla del Tindaro
- Cardinale Rafael Merry del Val y Zulueta
- Arcivescovo Pietro di Maria
- Cardinale Felix-Raymond-Marie Rouleau, O.P.

La successione apostolica è:
- Vescovo Joseph-Omer Plante (1927)
- Arcivescovo Georges-Alexandre Courchesne (1928)
- Vescovo Charles-Antonelli Lamarche (1928)